# U.S. Clay Court Championships 1974
U.S. Clay Court Championships 1974 - чоловічий і жіночий тенісний турнір, що проходив на відкритих кортах з ґрунтовим покриттям в Індіанаполісі (США). Належав до чоловічого Grand Prix та жіночого International Grand Prix. Відбувсь ушосте і тривав з 5 серпня до 12 серпня 1974 року. Перший сіяний Джиммі Коннорс виграв змагання серед чоловіків і 16 тис. доларів, а серед жінок перемогла Кріс Еверт.

## Фінальна частина

### Одиночний розряд, чоловіки
Джиммі Коннорс —  Бйорн Борг 5–7, 6–3, 6–4
- Для Коннорса це був 11-й титул за сезон і 28-й - за кар'єру.

### Одиночний розряд, жінки
Кріс Еверт —  Жель Шанфро 6–0, 6–0
- Для Еверт це був 11-й титул за сезон і 34-й — за кар'єру.

### Парний розряд, чоловіки
Джиммі Коннорс /  Іліє Настасе —  Юрген Фассбендер /  Ганс-Юрген Поманн 6–7, 6–3, 6–4

### Парний розряд, жінки
Жель Шанфро /  Джулі Гелдман —  Кріс Еверт /  Джінн Еверт 6–3, 6–1